# الکساندر دیمیترنکو
الکساندر دیمیترنکو (اوکراینی: Олександр Вікторович Димитренко؛ زادهٔ ۵ ژوئیهٔ ۱۹۸۲) بوکسور اوکراینی‌تبار اهل آلمان است.